# شاهزاده جرج یونان و دانمارک
شاهزاده جرج یونان و دانمارک (به یونانی: Πρίγκιπας Γεώργιος) (۲۴ ژوئن ۱۸۶۹ – ۲۵ نوامبر ۱۹۵۷) دومین پسر جرج اول یونان و همسرش اولگا کنستانتینوای روسیه بود. جرج در خلال دوران استقلال کرت از امپراتوری عثمانی و الحاق آن به یونان، مدتی فرماندار عالی این جزیره بود. در سال ۱۸۹۱ جرج به همراه نیکلای دوم روسیه که در آن زمان ولیعهد روسیه بود به ژاپن سفر کرد و در این سفر جان او را از ترور نجات داد. جرج در ۲۱ نوامبر ۱۹۰۷ در پاریس با شاهدخت ماری بناپارت ازدواج کرد. این دو صاحب دو فرزند به نام‌های پیتر (۱۹۰۸–۱۹۸۰) و یوجین (۱۹۱۰–۱۹۸۹) شدند. جرج در ۲۵ نوامبر ۱۹۵۷ در سن ۸۸ سالگی درگذشت و جسد او در گورستان سلطنتی کاخ تاتوی در نزدیکی آتن دفن شده‌است.